# Ao Mimori
 (juin 2023).
Si vous disposez d'ouvrages ou d'articles de référence ou si vous connaissez des sites web de qualité traitant du thème abordé ici, merci de compléter l'article en donnant les références utiles à sa vérifiabilité et en les liant à la section « Notes et références ».
Ao Mimori (美森 青) est une mangaka japonaise. 

## Biographie
Elle a commencé à dessiner des mangas à sa troisième année d'université.